# 西恩·艾利斯 (導演)
西恩·艾利斯（英語：Sean Ellis；1970年—），生於英國英格蘭東薩塞克斯郡布萊頓，電影導演、編劇、電影製作人、攝影師，主要導演作品包括《超市夜未眠》和《驚爆馬尼拉》等。

## 生平
艾利斯少時對攝影產生興趣，曾修讀靜物攝影，並於1994年從布萊頓移居至倫敦成為時尚和商業攝影師。隨後，他開始拍攝音樂和商業影片，也在2001年編劇和執導他的第一部短片《Left Turn》。艾利斯首部成名作是2004年的《超市夜未眠》，贏得多項國際影展獎項，並獲得第78屆奧斯卡金像獎最佳實景短片獎提名。此外，艾利斯曾憑2013年電影《驚爆馬尼拉》在英國獨立電影獎奪得最佳英國獨立影片導演獎。

## 外部連結
- Sean Ellis在互联网电影资料库（IMDb）上的資料（英文）